# Alain Locke
Alain LeRoy Locke (Pennsylvania, 13 september 1885 - 9 juni 1954) was een Amerikaans schrijver, filosoof, onderwijzer en kunstkenner. Hij is het best bekend voor zijn werk over de Harlem Renaissance, en wordt dan ook gezien als "de vader van de Harlem Renaissance". Zijn denken wordt daarnaast ook geplaatst in de pragmatische traditie.

## Leven en werk
Alain Locke werd geboren in Pennsylvania op 13 september 1885 als zoon van Pliny Ishmael Locke en Mary Hawkins Locke. Hij zou in 1902 afstuderen aan de Central High School in Philadelphia en bezocht daarnaast ook de Philadelphia School of Pedagogy. Daarna ging hij naar de Harvard universiteit om er Engels en filosofie te studeren, waar hij in 1907 dan ook zou afstuderen. Hij was ook de eerste Afro-Amerikaan die de Rhodesbeurs kreeg. Daarnaast speelde hij ook een rol in de oprichting van de Phi Beta Kappa Society. Hij werd op vele plaatsen geweigerd vanwege zijn huidskleur, maar zou uiteindelijk toch terechtkunnen in het Hertford College waar hij literatuur, filosofie, Grieks en Latijn zou studeren. In 1910 zou hij ook voor een tijd filosofie aan de Universiteit van Berlijn studeren, en een jaar later zou hij ook in Parijs studeren.
Locke kreeg een post toegewezen als assistent-professor Engels aan de Howard University in Washington, D.C.. Hier zou hij in contact komen met W. E. B. Du Bois and Carter Woodson, die een blijvende invloed op zijn filosofie zouden hebben. Hier zou hij ook toetreden tot het Phi Beta Sigma-broederschap.
Locke keert in 1916 naar Harvard terug om aan zijn doctoraatsthesis te werken, The Problem of Classification in the Theory of Value. In deze thesis bespreekt hij de oorzaken van meningen en de sociale bias, en hij betoogt dat deze niet objectief waar of fout zijn, en dus ook niet universeel. Hij neemt hier dus een meer pragmatische positie in. Locke krijgt uiteindelijk zijn Ph.D. in de filosofie in 1918. Hierna keert hij terug naar de Howard universiteit om er de stoel van professor in de filosofie te bekleedden, een positie die hij zou behouden tot zijn pensioen in 1953.
Locke promootte tijdens zijn leven Afro-Amerikaanse artiesten, schrijvers en muzikanten. Hij moedigden hen aan om hun blik op Afrika te werpen om daar inspiratie voor hun werk te vinden, Afrikaanse en Afro-Amerikaanse onderwerpen in hun kunstwerken te verwerken en ook om hun geschiedenis in hun werk te betrekken. In maart 1925 zou hij redacteur zijn van een speciale editie van de Survey Graphic, speciaal gewijd aan de Harlem Renaissance, om zo ook blanke lezers te bereiken. Later dat jaar breidt hij deze editie uit naar het werk The New Negro, een collectie van teksten geschreven door Afro-Amerikanen. Het is dit werk van Locke dat vooral gekend is. Zijn filosofie van de "New Negro" zou een rol spelen in de bewustwording van de gelijkheid tussen zwarten en blanken; de zwarte bevolking zou niet meer moeten toegeven aan de onredelijke eisen van de blanke bevolking. Locke zou ook grote invloed hebben uitgeoefend op Zora Neale Hurston.
Ondanks dat Locke niet openlijk uitkwam voor zijn homoseksualiteit, speelde het toch een rol in zijn esthetisch denken.

### Geloofsovertuiging
Locke was een aanhanger van het Bahaigeloof, nadat hij in 1918 zijn geloof in Bahá'u'lláh bekendmaakte. Het was de traditie om deze geloofsovertuiging te uiten door een brief aan 'Abdu'l-Bahá, de zoon van Bahá'u'lláh te schrijven. Hij kreeg hierbij ook een brief terug. Wanneer `Abdu'l-Bahá in 1921 stierf, zou er een hechte band ontstaan tussen Locke en Shoghi Effendi, de behoeder van het bahá'í-geloof na de dood van Abdu'l-Bahá. De exacte invloed van dit geloof op zijn filosofie is niet gekend, maar men kan wel verscheidene overeenkomsten tussen beide ontdekken. Shoghi Effendi zou eens over Locke gezegd hebben dat "mensen zoals jij, Mr. Gregory, Dr. Esslemont en enkele anderen zo zeldzaam zijn als diamanten."